# Somero
Somero is een gemeente en stad in de Finse provincie West-Finland en in de Finse regio Varsinais-Suomi. De gemeente heeft een landoppervlakte van 667,98 km² en telt 8.426 inwoners (2022). Somero is geheel Finstalig. 

## Geboren in Somero
- Karita Mattila (1960), operazangeres